# 柳俊相
柳 俊相（ユ・ジュンサン、朝鮮語: 유준상、1909年または1910年4月19日 - 1950年9月26日ごろ）は、大韓民国の政治家。飛鳳面長、制憲韓国国会議員などを歴任した。
本貫は高興柳氏。制憲遺族会理事、元飛鳳農協長・統一主体国民会議代議員の柳熙彰は末息子。

## 経歴
全羅北道（現・全北特別自治道）完州郡飛鳳面所農里の潭陽鞠氏と高興柳氏（と全州李氏）の集姓村出身。漢文修学を経て、金馬公立普通学校（現・金馬初等学校）卒。学校評議員、高山金融組合評議員、酒造場経営を経て、光復後は完州郡飛鳳面長、飛鳳公立国民学校（現・飛鳳初等学校）後援会長、全州金融組合評議員、飛鳳面分区長、大韓独立促成国民会飛鳳面支部顧問を務めた。1948年の初代総選挙では国会議員に当選した。
1950年9月26日ごろ、朝鮮戦争の中に全州刑務所で右翼人士として朝鮮人民軍により殺害された。